# موندرفینگ
موندرفینگ (به آلمانی: Munderfing) یک منطقهٔ مسکونی در اتریش است که در برونو آم این واقع شده‌است. موندرفینگ ۳۱٫۰۲ کیلومتر مربع مساحت دارد ۴۶۸ متر بالاتر از سطح دریا واقع شده‌است.